# Buske (Mykolajiw)
Buske (ukrainisch Бузьке; russisch Бугское Bugskoje) ist ein Dorf im Zentrum der ukrainischen Oblast Mykolajiw mit etwa 1500 Einwohnern (2001).

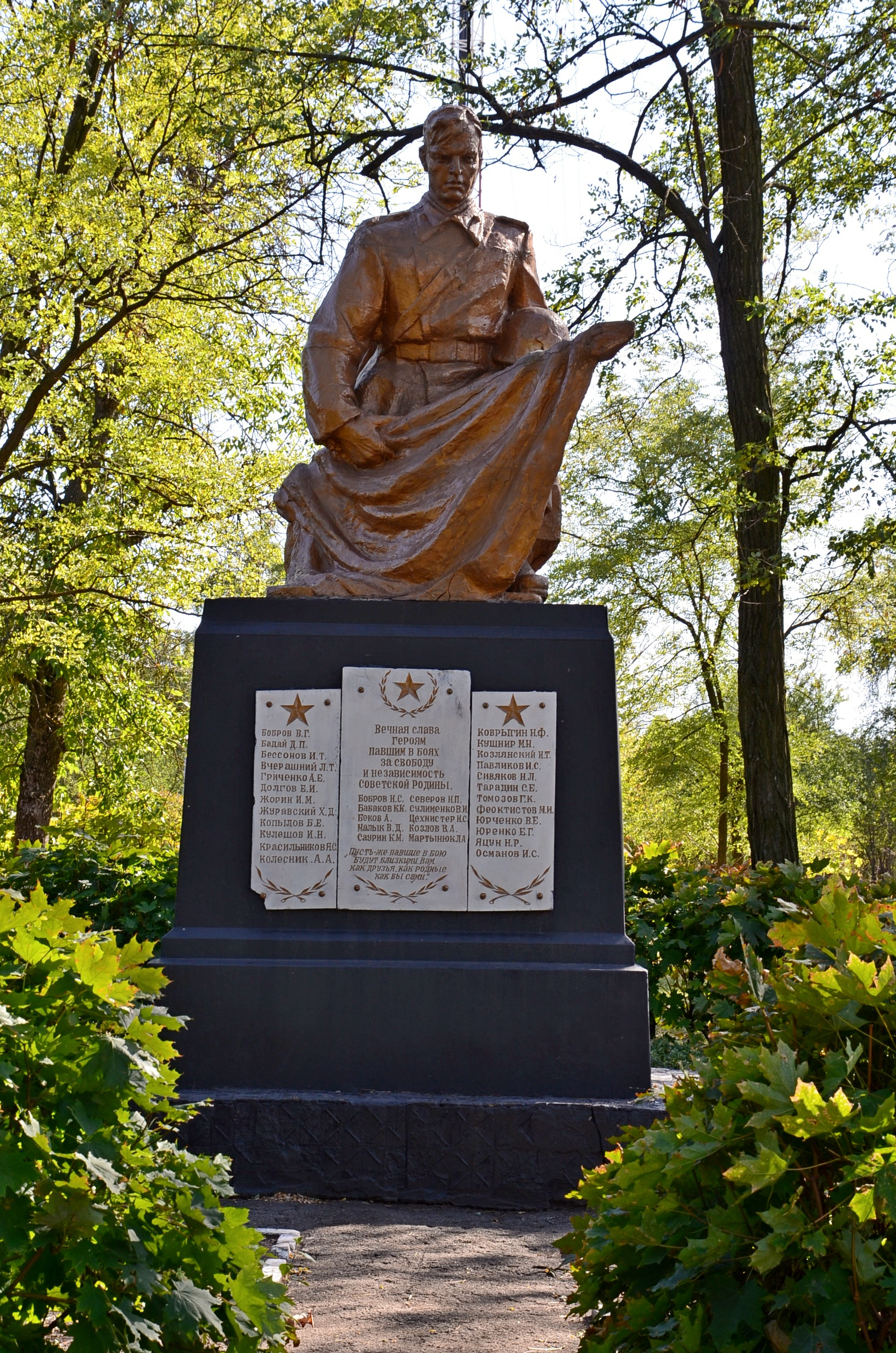
Denkmal im Ort

Das 1908 als Chutir Bobry (ukrainisch хутір Бобри) gegründete Dorf (eine weitere Quelle nennt das Jahr 1870) liegt auf einer Höhe von 90 m 25 km nordöstlich vom ehemaligen Rajonzentrum Nowa Odessa und 57 km nördlich vom Oblastzentrum Mykolajiw.
Östlich vom Dorf verläuft in 7 km Entfernung die Fernstraße N 14.
Am 12. Juni 2020 wurde das Dorf ein Teil der Landgemeinde Suchyj Jelanez, bis dahin bildete es die gleichnamige Landratsgemeinde Buske (Бузька сільська рада/Buska silska rada) im Osten des Rajons Nowa Odessa.
Seit dem 17. Juli 2020 ist es ein Teil des Rajons Mykolajiw.